# 中華人民共和国文物保護制度

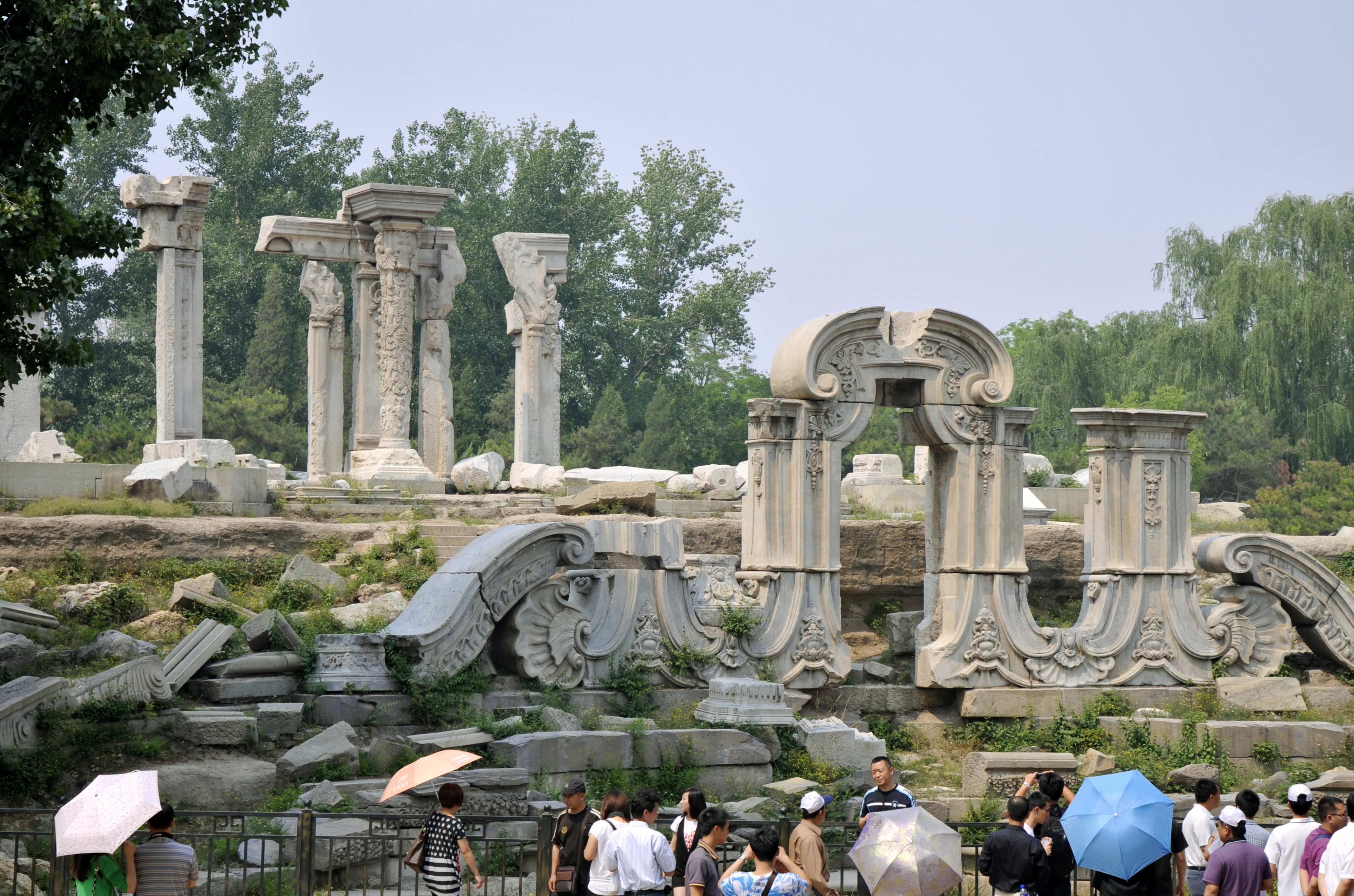
円明園遺跡

中華人民共和国文物保護制度（ちゅうかじんみんきょうわこくぶんぶつほごせいど、中国語: 中华人民共和国文物保护制度）は、文物の保護を強化し、文物の破壊を阻止し、文物資源を合理的に利用するために中国が整備した一連の法律法規とそれに対応する管理業務の総称である。 中国における文物保護の中核となる法律は『中華人民共和国文物保護法』（略して『文物保護法』）であり、全国の文物保護の中核機関は国家文物局であり、各級人民政府および文物行政部門はそれぞれの行政区域における文物保護の責任を負っている。中国の文物の基本原則は「保護を主軸とし、救済を第一とし、合理的に利用し、管理を強化する」である。
中国の文化遺産保護分野における公式シンボルは、金沙遺跡（成都市）の「太陽を囲む四羽の鳥」の金紋を用いた中国文化遺産ロゴであり（図柄はこの項目の中国語版を参照）、公式テーマデーは毎年6月の第2土曜日の「文化・自然遺産の日」である。 現在、中国には76.7万点の動産文化財、1.08億点の不動文化財、多数の民俗文化財があり、全国に5,000以上の博物館がある。

## 歴史
清朝末期、外国勢力の侵略と戦争、政府の腐敗と無能、民俗遺産保護意識の後進性などのため、円明園、莫高窟、楼蘭古城など多くの貴重な文物が海外勢力により破壊されたり、失われたりした。 近年、海外で紛失した文物が競売にかけられるたびに、中国国内では懸念と論争が巻き起こっていた。文物の破壊と紛失は、中華民国初期の軍閥時代まで続いたが、中華民国政府が1928年に中国の正式な統一を完了し、同年、中国初の政府による専門的な文物管理機関である中央古物保存委員会（CCPA）を設置し、1930年に中国初の公式な文物法である古物保存法（APA）を制定し、さらに施行規則を制定したことで、文物の紛失が抑制されるようになった。 これにより、文化財の紛失が抑制されるようになった。しかし、抗日戦争と共産党との内戦の後、文化財の領土は再び戦争の危険に見舞われ、紫禁城の文物を含む多くの文化財が最終的に台湾に移送された。
中華人民共和国建国後の1949年、文化部文物局と地方文物管理委員会が設立され、文物保護と遺跡発掘を担当するようになった。1961年、『文物保護管理暫定条例』が公布され、国家重点文物保護単位の第一次リストが発表された。ただし、文化大革命が発生して、中国の文物保護の作業は停滞期に陥る。四旧打破運動中，多くの寺・廟、遺跡が紅衛兵の破壊工作に遭い、仏像、牌坊、石碑の文物（孔廟、黄帝陵、岳王廟、包公祠など）が損壊を受けた。
文化大革命中の1967年5月、中国共産党中央委員会は「プロレタリア文化大革命における文物図書保護に関する意見書」を発表している。2006年以来、中国は6月の第2土曜日を「文化遺産の日」と定め、社会全体の文化遺産保護に対する意識を高めている。1982年に「中華人民共和国文物保護法」が公布され、その後数回の改正を経て、「文物保護法」を中核として、多くの関連法規を公布し、歴史文化名城リストをはじめとする多くの保護リストを発表し、1985年には全国人民代表大会が「世界の文化遺産及び自然遺産の保護に関する条約」を批准し、文化遺産保護のための国際協力にも関与している。
2005年、国家文物局（SACH）は、中国の文化遺産保護、研究、収集の公式シンボルとして、「金沙遺跡」をモチーフにした中国文化遺産ロゴを発表した。2006年以来、中国は6月の第2土曜日を「文化遺産の日」と定め、社会全体の文化遺産保護に対する意識を高めている。

## 参照項目
- 中華人民共和国全国重点文物保護単位
- 中華人民共和国国家歴史文化名城
- 各国の文化遺産保護制度